# Pijlscheefkelk
Pijlscheefkelk (Arabis hirsuta subsp. sagittata) is een plant uit de Kruisbloemenfamilie. Deze plant is in Nederland sinds 1 januari 2017 wettelijk beschermd volgens de Wet Natuurbescherming.

## Wetenschappelijke naam
De wetenschappelijke naam van de soort werd in 1804 als Turritis sagittata gepubliceerd door Antonio Bertoloni. In 1815 plaatste Augustin Pyramus de Candolle de soort als Arabis sagittata in het geslacht Arabis. Jean Gaudin reduceerde het taxon in 1829 tot een ondersoort van Arabis hirsuta, waarvan de typische ondersoort de Nederlandstalige naam ruige scheefkelk draagt.

## Kenmerken
De plant heeft een spaarzame beharing en is daardoor eerder gras- dan grijsgroen, terwijl de typische ondersoort dichter behaard is, en daardoor doffer of grijzer oogt. De stengelbladen hebben een pijlvormige voet met afstaande oortjes; die van de ruige scheefkelk zijn aan de voet hartvormig stengelomvattend. De middennerf van de vruchtkleppen is alleen aan de voet duidelijk; bij de andere ondersoort is de middennerf over de hele lengte duidelijk zichtbaar. De plant is overblijvend, groeit van mei tot juni en heeft een levensduur van vijf jaar.

## Standplaats en verspreiding
De soort komt voor op droge voedselarme kalkgronden en stenige ondergronden en groeit in zonnige tot licht beschaduwde omgeving. De groeiplaatsen zijn oude stadsmuren, kalkhellingen, mergelgroeven en schrale graslanden.
In Nederland is de soort zeer zeldzaam en wordt hij gevonden op stadsmuren en in mergelgroeves in Limburg. Veel vroegere standplaatsen zijn verloren gegaan door de sloop van muren en door de restauratie en ontmanteling van verdedigingswerken. In België komt de plant spaarzaam voor in een aantal steden als Ieper en Brugge. Ook in het stroomgebied van de Maas en in de Ardennen wordt hij aangetroffen. Buiten Nederland en België zijn er vindplaatsen in Duitsland en Frankrijk.

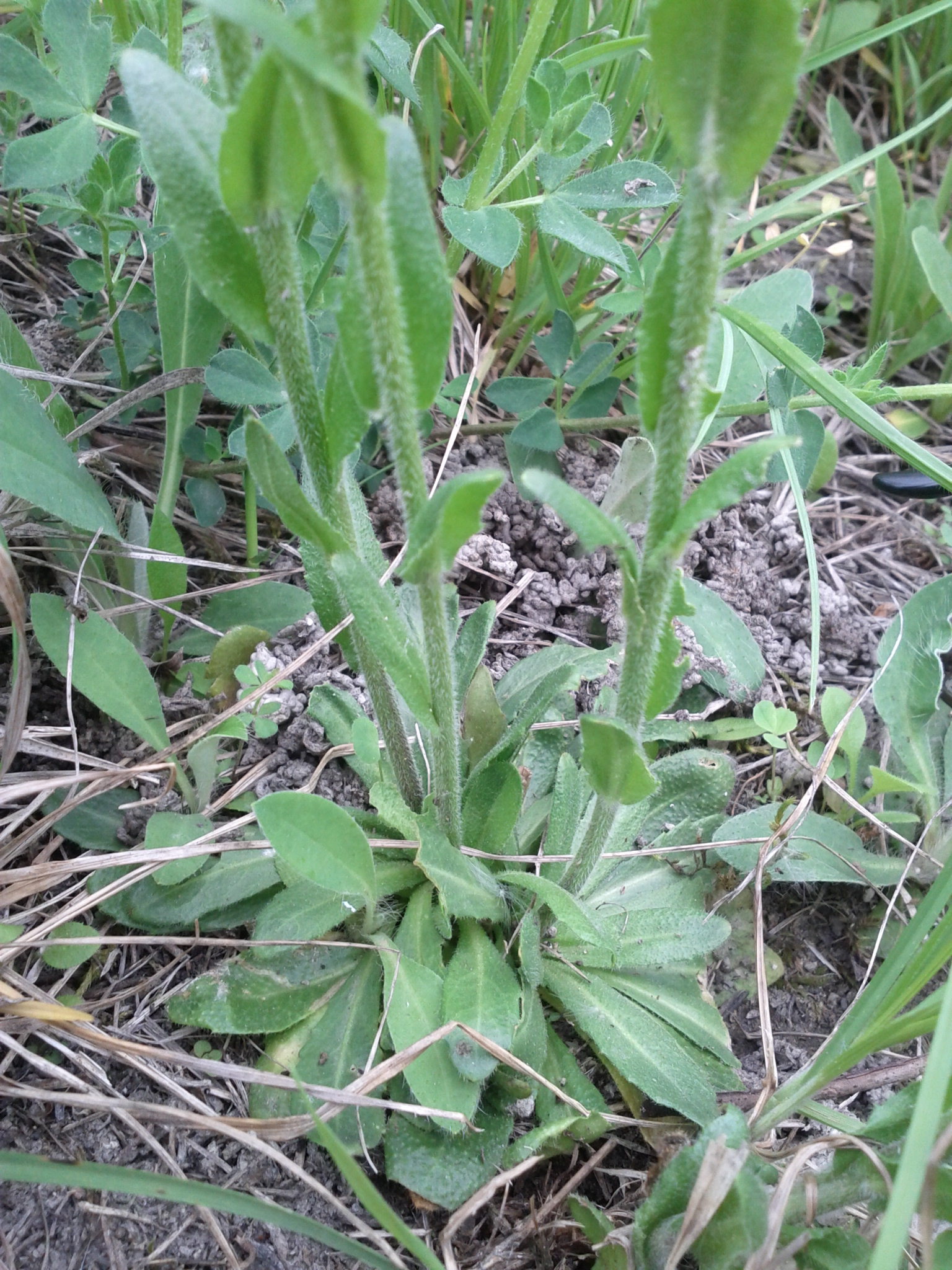
bladrozet
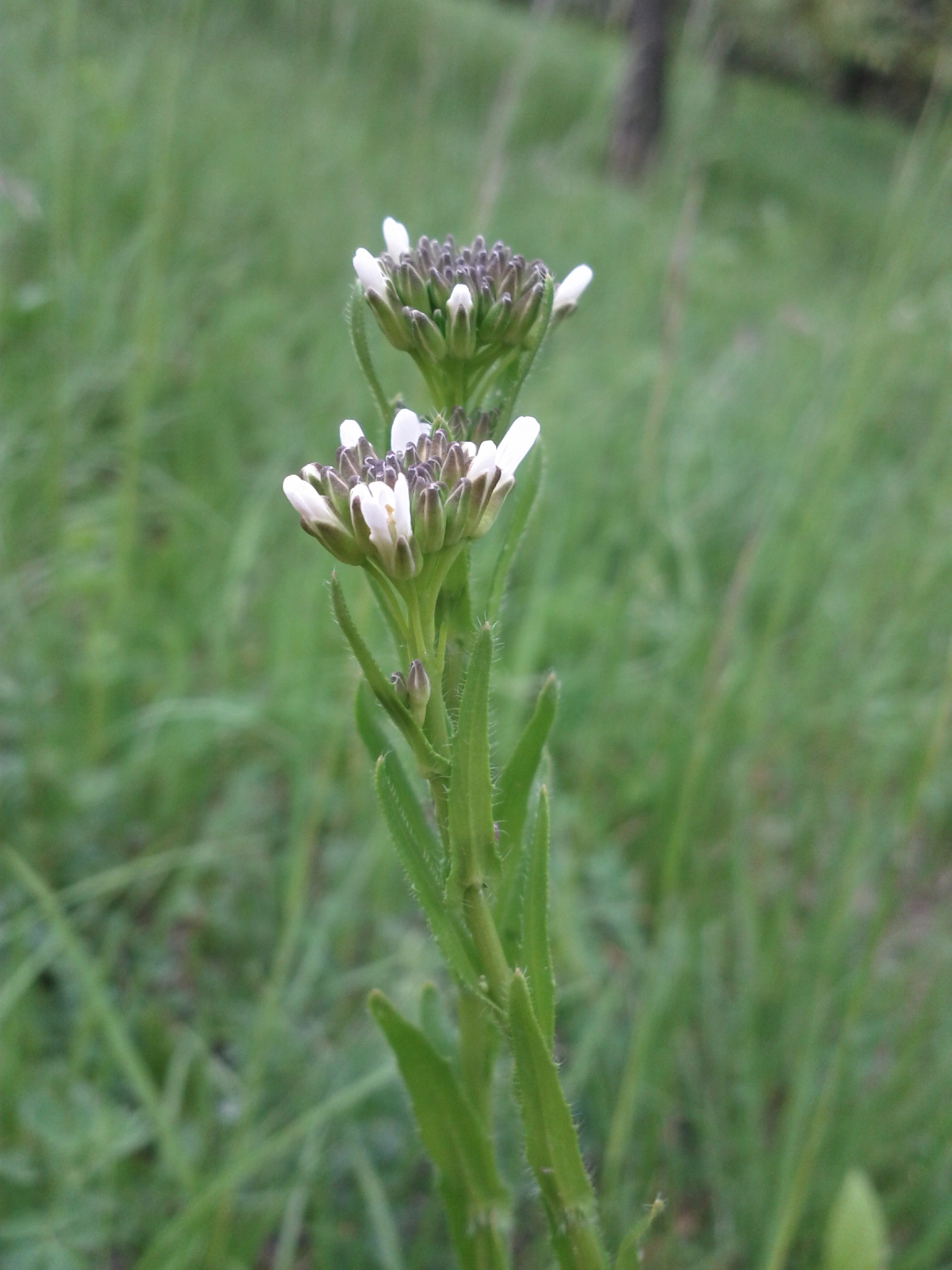
bloeiwijze